# Ibrahim Pirić-Pjanić

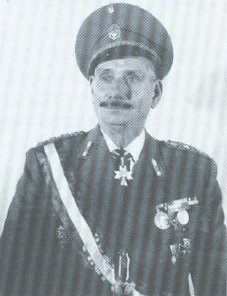
Ibrahim Pirić-Pjanić

Ibrahim Pirić-Pjanić (ur. w 1896 r. w Soko w Bośni, zm. w 1977 r. w Monachium) – dowódca chorwacko-muzułmańskiej milicji, tzw. Ibrahima Garda, 9 batalionu Pułku Domdo „Bosanski planinci”, a następnie 25 batalionu Chorwackiej Domobrany podczas II wojny światowej, emigracyjny działacz i publicysta antykomunistyczny
Po wybuchu I wojny światowej przerwał naukę i wstąpił ochotniczo do armii austro-węgierskiej. Służył w 2 bośniackim pułku piechoty, dochodząc do rangi podoficera. W okresie międzywojennym mieszkał w Bośni należącej do Królestwa Jugosławii. Po ataku wojsk niemieckich i kapitulacji Jugosławii podjął współpracę z władzami Niepodległego Państwa Chorwackiego. Zorganizował chorwacko-muzułmańską milicję, tzw. Ibrahima Garda, liczącą ok. 1 tys. ludzi w celu opanowania miasta Gračanica i jego okolic oraz obrony przed serbskimi czetnikami. Dowodzona przez niego formacja zbrojna została przekształcona w 2 kompanię batalionu z Gračanicy milicji Domdo. Pod koniec 1941 r. został komisarzem wojskowym NDH w okręgu gračańskim. Od 1942 r. był pułkownikiem Chorwackiej Domobrany. W 1943 r. zorganizował lokalny oddział bośniackich muzułmanów, który wszedł w skład Pułku Domdo „Bosanski planinci” jako 9 batalion. W kwietniu 1944 r. objął dowództwo nowo sformowanego 25 batalionu chorwackiej armii. Pod koniec wojny znalazł się wraz z innymi uchodźcami chorwackimi na obszarze Austrii w rejonie Bleiburga. Nie trafił jednak w ręce komunistycznych partyzantów jugosłowiańskich, ale zdołał przedostać się do północnych Włoch, a następnie do Syrii. Pod koniec lat 50. zamieszkał w RFN, gdzie działał w emigracyjnej organizacji antykomunistycznej „Zjednoczeni Chorwaci”. Wydawał też pismo „Wolna Chorwacja”. Komunistyczne władze Jugosławii zapewniły mu amnestię z powodu uratowania podczas wojny pewnej liczby Żydów i Serbów, ale wolał pozostać w zachodnich Niemczech, gdzie zmarł w 1977 r.